# 連邦軍大学
連邦軍大学（れんぽうぐんだいがく、ドイツ語：Universität der Bundeswehr、略称：UniBw）は、ドイツ連邦軍の士官候補生を養成する士官学校。連邦軍大学はミュンヘン連邦軍大学（UniBwM）とヘルムート・シュミット大学ハンブルクの二校がある。連邦軍大学は戦力基盤軍に所属している。

## 概要
ドイツ連邦軍は毎年、約2,000人の士官候補生を養成する。年間教育の95％は勉学に費やされる。このため一般的な軍事訓練は11ヶ月後もしくは15ヶ月後から開始され、また一般市民約20人の研究・受講が認められた。研究は士官向けの学業のみならず民間業務への進出や軍隊を介在しての学術的新境地の開拓が含まれる。
学生は学業に専念出来るように兵役免除の対象とされる。また奨学金も用意され勉学に集中できるよう保証されている。これは三半期ごとに節を設けている。この圧縮を通じて学業期間は3年間に短縮される（通常学業期間学士）と、4年間（通常学業期間修士）の課程に分かれる。連邦軍大学は良好な育成関係を保持する。
勉学の方向性は軍が必要としている範囲と結びついている。特に空軍と海軍に関連する明確な応用技術的学業は強固に結びつく。それ以外の場合、例えば陸軍の空挺部隊および技術研究職士官候補生を対象とする様に、空軍と海軍士官候補生と同様の文系課程と理系課程が用意されている。衛生士官候補生については連邦軍が設定した一般医科、歯科、獣医科、薬剤科の分野ごとに関わる勉学を求めた場合、他の公共大学での勉学を積んでも学費免除の対象とされる。ただし、授業料は引き継がれる。核生物化学防護部隊の士官候補生も公共大学での生物学や物理学の資格を得る際も同様の待遇を受けられる。

## 歴史
1968年　連邦軍教育訓練研究所がミュンヘンに設立される。
1970年6月11日にドイツ社会民主党所属（SPD）のヘルムート・シュミット連邦国防大臣は連邦軍教育訓練再編委員会を発足させ、政治学者トーマス・エルヴァイン（de:Thomas Ellwein）が委員長に就任、「エルヴァインコンセプト」の作成が開始される。
1971年5月18日にエルヴァイン委員長はシュミット連邦国防大臣に意見書を提出し、職業軍人（士官）教育を、彼らが長期間服務できるための学術的な教育へと再編成することを主眼とする所見が述べられていた）。また、そこには、少なくとも12年間の服務期間を規定された士官候補生を3年間の教育期間で養成する必要性が示されていた。1972年6月29日に連邦内閣は連邦軍大学の設立に合意する。
1972年10月3日、連邦軍大学の設置場所を求めていた連邦政府は自由ハンザ都市ハンブルクとの間で連邦軍大学設置の契約が結ばれた。
1972年10月16日および1973年1月2日に連邦軍大学設置委員会はミュンヘンとハンブルクに設置する決定の指令を発した。同年2月14日、そして1973年4月4日にドイツ連邦議会国防委員会は二つの連邦軍大学の建設に同意する。
1973年7月5日と11日にゲオルク・レーバー連邦国防大臣はハンブルク校とミュンヘン校の設置命令を発令する。1973年8月3日、バイエルン州教育文化大臣にミュンヘン郊外のノイビーベルクに連邦軍大学の建設認可を求める。
1973年10月1日に教育研究業務が両大学で開始される（6学部）。1976年9月30日には初の卒業生を送り出した。1973年以降、連邦軍の士官候補生はミュンヘン連邦軍大学とのヘルムート・シュミット大学ハンブルクの2校で実施される。当初から設立に尽力したヘルムート・シュミット連邦国防大臣の功績は多大であった。
1973年から1998年までに両大学で32,000人の士官候補生および士官が学業に就き、この内約66％が卒業した。
1974年　連邦軍教育訓練研究所が連邦軍社会科学研究所に改組される（初代所長トーマス・エルヴァイン）。
1978年　社会科学部設置。
1981年　教授資格授与権(Habilitationsrecht)を付与される。
1999年10月8日に当時の連邦国防大臣ルドルフ・シャーピングはミュンヘン連邦軍大学にてグローバルな意義に基づく「実質的な自治とより強力な柔軟性」を求めた。

## 連邦軍大学の予算と外部調達資金
連邦軍大学は外部資金を集めて他の公共大学と競争しなければならない。高度化が進む研究プロジェクトを認められるために、徹底的なクライアント・テストが実施される。そして、多くの外部調達資金は一事業ごと更に品質を評価される。
例として、ミュンヘン連邦軍大学の1998年度予算20,5百万ユーロのうち、8,9百万ユーロの外部調達資金が含まれる。
連邦軍大学は次に代表されるドイツ経済産業界との協力関係の枠組みで外部資金を調達している。ドイツ研究振興協会（DFG）、ダイムラー・クライスラー、ドイツ航空宇宙センター、シーメンス、MAN、ボッシュ、ドイツテレコム、ティッセンクルップ、ドイツ技術者協会（VDI）およびフォルクスワーゲン財団

## 連邦軍大学
- ヘルムート・シュミット大学ハンブルク
- ミュンヘン連邦軍大学